# Маэл Дуйн мак Фергуса
Маэл Дуйн мак Фергуса (др.‑ирл. Máel Dúin mac Fergusa; умер в 785) — король Лагора (Южной Бреги; 778—785) из рода Сил Аэдо Слане.

## Биография
Маэл Дуйн был одним из сыновей правителя Лагора Фергуса мак Фогартайга, умершего в 751 году. Он принадлежал к Уи Хернайг, одной из двух основных ветвей рода Сил Аэдо Слане. Маэл Дуйн унаследовал престол Лагора в 778 году после смерти короля Ниалла мак Конайлла.
По свидетельству ирландских анналов, верховный король Ирландии Доннхад Миди в 778 году подчинил своей власти правителей Бреги. В 781 году около Риги произошло сражение между брегцами и войском лейнстерского септа Уи Гаррхон, правитель которого, король Ку Хонгалт, пал на поле боя. В этом походе воинов из Южной Бреги возглавляли король Маэл Дуйн мак Фергуса и его двоюродный брат Фогартах мак Куммаскайг, а воинов Северной Бреги — король Наута и всей Бреги Диармайт мак Конайнг и его родственник Конайнг мак Дунгайл. Точно неизвестно, был ли этот конфликт спровоцирован Доннхадом Миди, о котором исторические источники сообщают, что в 780 году тот совершил поход в Лейнстер и затем заключил мир, или нет. Возможно, что причиной сражения при Риге были пограничные споры между брегцами и лейнстерцами. Историки отмечают, что война 781 года была одним из немногих событий, в которых жители Лагора и Наута выступили совместно против общего врага.
Маэл Дуйн мак Фергуса умер в 785 году. В сообщениях о этом событии он назван «королём Лох-Габора» (др.‑ирл. rí Locha Gabor) — это первое упоминание этого титула в анналах. Его преемником на престоле Лагора стал Фогартах мак Куммаскайг. Сыновьями Маэл Дуйна мак Фергусы были Энгус и Кайрпре, как и их отец бывшие королями Южной Бреги, а также Фокарта.